# 남양주 양지리 향나무
남양주 양지리 향나무는 대한민국 경기도 남양주시 오남읍 양지리에 있는 향나무이다. 1970년 11월 5일 대한민국의 천연기념물 제232호로 지정되었다.

## 개요
향나무는 우리나라 중부 이남을 비롯해 울릉도와 일본 등에 분포하고 있으며, 상나무·노송나무로도 불린다. 이 나무는 강한 향기를 지니고 있어 제사 때 향을 피우는 재료로도 쓰이며 정원수·공원수로 많이 심는다.
남양주 양지리의 향나무는 나이가 약 500살 정도로 추정되며, 높이 12.2m, 가슴높이 둘레 3.65m이다. 나무의 모습은 원줄기가 2m 정도 올라가서 7개로 갈라져 사방으로 퍼졌다. 이 향나무는 거창 신씨의 선조를 모신 묘소 옆에 심은 나무가 자란 것이라 하며 신씨의 내력에 관한 비석이 있다.
남양주 양지리의 향나무는 우리 민족이 조상을 섬기는 민속문화를 알 수 있는 자료가 될 뿐만 아니라, 향나무로서는 오래되고 큰 나무로서 생물학적 보존가치가 크므로 천연기념물로 지정하여 보호하고 있다.

## 명칭 변경
1970년 11월 5일 천연기념물로 지정될 당시 명칭은 양주 양지리의 향나무이다.
경기도내 양주시와 남양주시가 행정구역상 존재하고 있어 남양주시에 있는 천연기념물 제232호 "양주 양지리의 향나무"의 명칭을 유지하는 것은 당해 문화재 정보에 대한 혼란을 초래할 우려가 있어 2014년 7월 11일 남양주 양지리 향나무로 문화재 명칭을 변경하였다.

## 참고 자료
- 남양주 양지리 향나무 - 국가유산청 국가유산포털
- 양주 양지리 향나무 보관됨 2007-09-29 - 웨이백 머신 - 남북의 천연기념물
- 양주 양지리 향나무 - 문화재청